# Roßberg (Zwarte Woud)
De Roßberg is een berg in de deelstaat Baden-Württemberg, Duitsland. De berg heeft een hoogte van 1.125 meter en is gelegen in het Zwarte Woud.